# Эссо, Лоран
Лоран Эссо (фр.  Laurent Esso 10 августа 1942) — камерунский политик, занимал посты министров в различных министерствах Камеруна.

## Биография
14 февраля 2023 г. правительственный уполномоченный военного трибунала запросил у Государственного секретариата обороны (ГСЕО) дополнительное расследование по делу Мартинеса Зого, журналиста, похищенного 17 января 2023 г., бездыханное тело которого было обнаружено пять дней назад. позже на окраине Яунде. Военный суд потребовал слушания Лорана Эссо по этому делу.

## Занимаемые должности
Лоран Эссо занимал ряд ключевых позиций в министерствах Камеруна:
- Министр юстиций с сентября 1996 года по март 2000 года
- Министр здравоохранения с марта 2000 по апрель 2001 года
- Министр обороны с апреля 2001 по декабрь 2004 года
- Министр иностранных дел с декабря 2004 по сентябрь 2006.
- с сентября 2006 года государственный министр и Генеральный секретарь Президентства Камеруна.[3]